# Tariku Novales
Tariku Novales Quinteiro, nacido en Jijiga (Etiopía) el 8 de marzo de 1998, es un deportista español, afincado en Galicia, especialista en pruebas de fondo y media distancia. Con un tiempo de 2:05.48, posee el actual récord de España de maratón.

## Trayectoria
Nacido en Etiopía, con 6 años fue adoptado por una familia de Noya. Rápidamente integrado en el pueblo, al cabo de dos meses ya hablaba gallego y español. Se inició en el atletismo en el Club Atletismo Noia, practicando salto, lanzamiento de jabalina y carreras de valla, hasta que se decantó por las carreras de fondo y medio fondo. En 2013 se proclamó campeón de España en la prueba cadete de 3000 metros en pista cubierta, y en 2014 formó parte de la generación de deportistas gallegos que participaron en las pruebas de Bakú, como parte de la clasificación para los Juegos Olímpicos de la Juventud, compitiendo en los 1500 metros junto a Adrián Ben y Miguel González Carballada.  En 2015 se proclamó campeón de España juvenil en los 3000 metros.
Durante su estancia en la Residencia Joaquín Blume de Madrid, se especializó en la prueba de 5000 metros, en la que se proclamó subcampeón de Europa sub-20 en 2017 en la ciudad italiana de Grosseto, finalizando justo detrás del futuro campeón olímpico y plusmarquista mundial Jakob Ingebrigtsen.Ese mismo año se coronó campeón de España junior de 5000 en Granollers, logro que repitió el año siguiente en Soria, ya en la categoría sub-23. También en 2018, en el Campeonato de Europa de Cross Country, consiguió la medalla de bronce en la prueba por equipos en la categoría sub-23, en la que compitió junto a Adrián Ben y Amin Houkmi.
En 2019 se proclamó campeón de España sub-23 en los 3000 metros, en la competición celebrada en Salamanca, y participó también en el Campeonato Absoluto de la misma prueba, donde acabó quinto. Ese año regresó de San Cugat del Vallés con la medalla de plata del Campeonato de España de Medio Maratón, donde sólo fue superado por Houssame Benabbou. En febrero de 2020 se proclamó campeón nacional de media maratón en el Puerto de Sagunto, por delante de Mohamed Ali Jelloul y Alberto Sánchez.
Durante la pandemia de COVID-19, aprovechó para hacer su primera incursión en el mundo de la música, publicando un tema de rap titulado "Suficiente", con videoclip incluido. Después, dos lesiones pospusieron su regreso a las pistas y en el verano de 2022 perdió su beca y su plaza en la Residencia Blume. Entonces decidió cambiar el rumbo de su carrera deportiva y a los 24 años empezó a competir en maratón. Su debut en la distancia se produjo en abril de 2022, en el Maratón de Madrid, donde sufrió numerosos problemas que le alejaron de las primeras plazas.
En verano regresó a su Etiopía natal para establecerse en Adís Abeba, donde realizó un duro entrenamiento. Regresó a España en noviembre, y pese a tener problemas en el fémur, corrió la Maratón de Valencia y cruzó la meta como el primero de los atletas españoles. Su tiempo de 2h07'18" fue la cuarta mejor marca española de la historia y marcó un nuevo récord gallego, superando por 36 segundos el registro del histórico Alejandro Gómez, fallecido el año anterior.
En noviembre de 2023, de nuevo en la Maratón de Valencia, hizo historia al batir el récord de España con una marca de 2h05'48".

## Resultados

### Resultados nacionales
| Año                   | Competición                                                                | Lugar                 | Resultado             |
| Categorías inferiores | Categorías inferiores                                                      | Categorías inferiores | Categorías inferiores |
| --------------------- | -------------------------------------------------------------------------- | --------------------- | --------------------- |
| 2012                  | Campeonato de España de Atletismo sub-16 en pista cubierta, en 3000 metros | Oviedo                | 3.º                   |
| 2013                  | Campeonato de España de Atletismo sub-16 en pista cubierta, en 3000 metros | Valencia              | 1.º                   |
| 2013                  | Campeonato de España de Atletismo sub-16, en 3000 metros                   | Granollers            | 2.º                   |
| 2014                  | Campeonato de España de Atletismo sub-16 en pista cubierta, en 3000 metros | Valencia              | 3.º                   |
| 2015                  | Campeonato de España de Atletismo sub-18, en 3000 metros                   | Ciudad Real           | 1.º                   |
| 2017                  | Campeonato de España de Atletismo sub-20, en 5000 metros                   | Granollers            | 1.º                   |
| 2018                  | Campeonato de España de Atletismo sub-23, en 5000 metros                   | Soria                 | 1.º                   |
| 2018                  | Campeonato de España de Atletismo sub-23, en 10000 metros                  | Burjassot             | 1.º                   |
| 2019                  | Campeonato de España de Atletismo sub-23, en 5000 metros                   | Tarragona             | 3.º                   |
| 2019                  | Campeonato de España de Atletismo sub-23, en 3000 metros                   | Salamanca             | 1.º                   |
| Absoluto              |                                                                            |                       |                       |
| 2019                  | Campeonato de España de Medio Maratón                                      | San Cugat del Vallés  | 2.º                   |
| 2020                  | Campeonato de España de Medio Maratón                                      | Puerto de Sagunto     | 1.º                   |

### Resultados internacionales
| Año                    | Competición                              | Sede     | Puesto           | Prueba  | Marca    |
| ---------------------- | ---------------------------------------- | -------- | ---------------- | ------- | -------- |
| Representando a España |                                          |          |                  |         |          |
| 2014                   | Festival Olímpico de la Juventud Europea | Bakú     | 6.º              | 1500 m  | 3:58.59  |
| 2015                   | Campeonato Mundial Juvenil               | Cali     | 12.º             | 3000 m  | 8:40.48  |
| 2017                   | Campeonato Europeo Sub-20                | Grosseto | Medalla de plata | 5000 m  | 14:44.66 |
| 2019                   | Campeonato Europeo Sub-23                | Gävle    | 6.º              | 5000 m  | 14:22.76 |
| 2023                   | Campeonato del Mundo                     | Budapest | 20.º             | Maratón | 2:12:39  |
| 2024                   | Juegos Olímpicos                         | París    | 68.º             | Maratón | 2:25:50  |

### Maratones
| Año  | Competición          | Lugar    | Resultado | Tiempo    |
| ---- | -------------------- | -------- | --------- | --------- |
| 2022 | Maratón de Madrid    | Madrid   | 17.º      | 2h22'07'' |
| 2022 | Maratón de Valencia  | Valencia | 16.º      | 2h07'18'' |
| 2023 | Campeonato del Mundo | Budapest | 21.º      | 2h12'39'' |
| 2023 | Maratón de Valencia  | Valencia | 11.º      | 2h05'48'' |